# Calamus orthostachyus
Calamus orthostachyus är en enhjärtbladig växtart som beskrevs av Caetano Xavier Furtado. Calamus orthostachyus ingår i släktet Calamus och familjen Arecaceae. Inga underarter finns listade i Catalogue of Life.